# Gesetz über Gesellschaften mit beschränkter Haftung
Das Gesetz über Gesellschaften mit beschränkter Haftung (auch: GmbH-Gesetz) regelt in Österreich im Wesentlichen die besondere Form der GmbH, ihre Errichtung, ihre Organe und ihre Stellung im Rechtsverkehr.
Das GmbH-Gesetz ist in Bezug auf die GmbH lex specialis zu den Vorschriften des Unternehmensgesetzbuches (vor 1. Jänner 2007 Handelsgesetzbuch) und des ABGB.
Mit seinen Strafvorschriften gehört das GmbH-Gesetz auch zum Nebenstrafrecht.

## Gliederung
Hauptstücke, Abschnitte und einige Titel:
I. Organisatorische Bestimmungen
1. Errichtung der Gesellschaft (§§ 1–14)
2. Die gesellschaftlichen Organe (§§ 15–48)
1. Geschäftsführer (Vorstand) (§§ 15–28a)
2. Aufsichtsrat (§§ 29–33)
3. Generalversammlung (§§ 34–44)
4. Minderheitsrechte (§§ 45–48)
3. Abänderungen des Gesellschaftsvertrages (§§ 49–60)
II. Rechtsverhältnisse der Gesellschaft und der Gesellschafter (§§ 61–83)
1.  Rechtsverhältnisse der Gesellschaft (§§ 61)
2. Stammeinlagen (§§ 63–71)
3. Nachschüsse (§§ 72–74)
4. Geschäftsanteile (§§ 75–83)
III. Auflösung
1. Auflösung (§§ 84–88)
2. Liquidation (§§ 89–95)
3. Verschmelzung (§§ 96–101)
V. Behörden und Verfahren (§§ 102–106)
VI. Ausländische Gesellschaften. Zweigniederlassungen von Gesellschaften mit beschränkter Haftung mit Sitz im Ausland (§§ 107–114)
VII. Konzerne (§§ 115–120)
VIII. Strafbestimmungen, Schlußbestimmungen (§§ 121–127)
(VI. Hauptstück wurde hinfällig.)